# Jerzy Molga

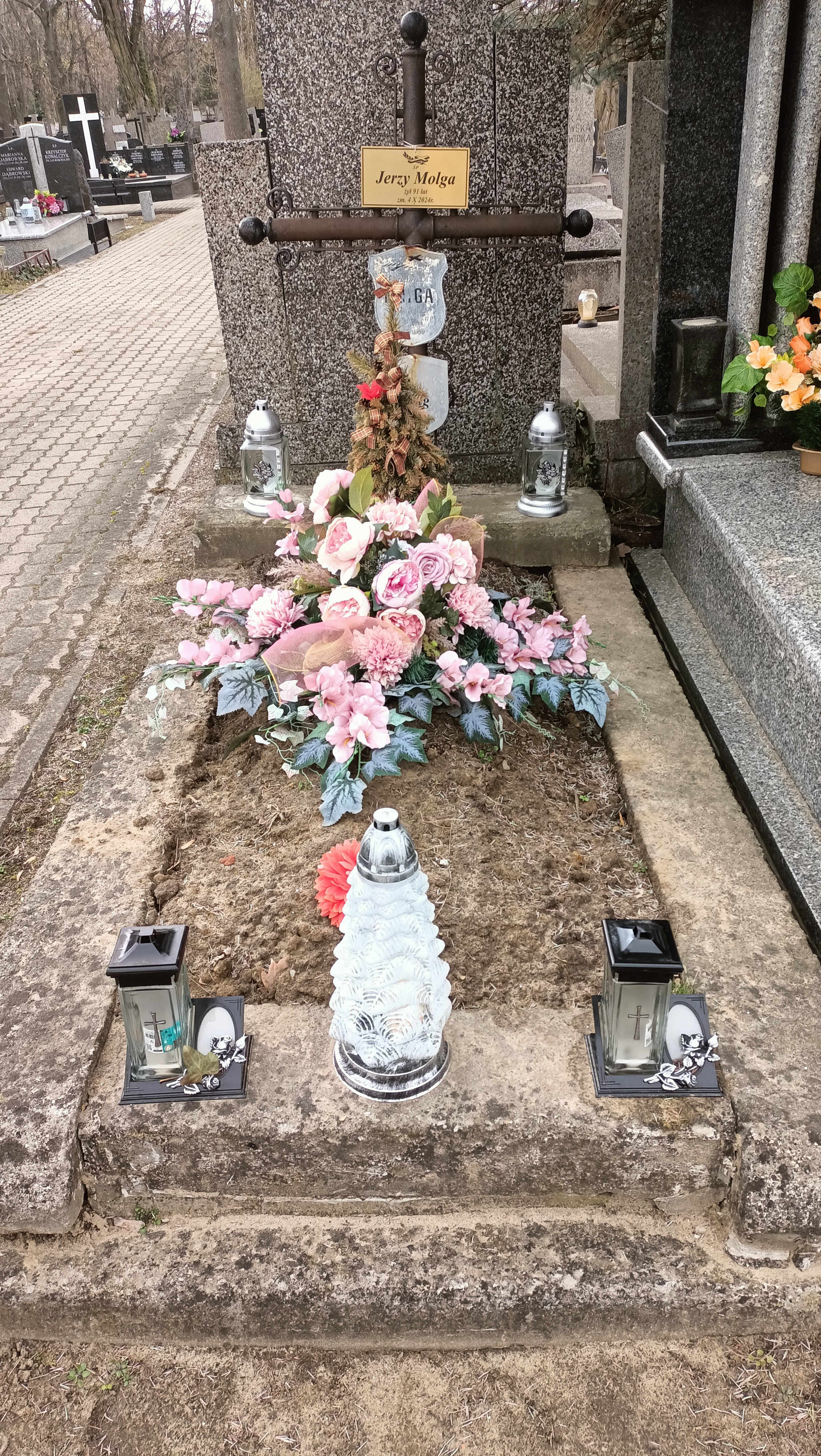
Grób Jerzego Molgi na cmentarzu Bródnowskim w Warszawie

Jerzy Eugeniusz Molga (ur. 8 maja 1933 w Warszawie, zm. 4 października 2024) – polski aktor.

## Życiorys
W 1959 roku został absolwentem Wydziału Aktorskiego Państwowej Wyższej Szkoły Teatralnej im. Aleksandra Zelwerowicza w Warszawie, nie został jednak dopuszczony do egzaminu.
Był związany ze stołecznymi teatrami: Teatrem Ateneum im. Stefana Jaracza, Teatrem Ludowym, Teatrem Nowym i Teatrem Rozmaitości; wcześniej również z teatrami lalek w Łodzi (Teatr Lalek Arlekin) i w Warszawie (Teatr Lalki i Aktora „Guliwer”). Pochowani na cmentarzu Bródnowskim (kwatera 42I-6-32).

## Filmografia
- Podziemny front (1965) – Zygmunt, żołnierz AL
- Dyrektorzy (1975) – lekarz
- Ślad na ziemi (1978) – inżynier Majer
- Najdłuższa wojna nowoczesnej Europy (1981) – podpułkownik Nasiłkowski
- Białe tango (1981) (odc. 1)
- Blisko, coraz bliżej (1982) – Retner, dyrektor huty (odc. 5)
- Katastrofa w Gibraltarze (1983) – generał Władysław Sikorski
- Chrześniak (1985) – lekarz
- Kryptonim „Turyści” (1986) – agent amerykańskiego wywiadu (odc. 2)
- Ballada o Januszku (1987) – lekarz w sanatorium
- Pogranicze w ogniu (1988) – Wisner (odc. 3, 7 i 8)
- 07 zgłoś się (1984) – kapitan Sobański (odc. 18) i (1987) – kochanek Danki ( odc. 19)
- Kuchnia polska (1993) – wicepremier na rozmowach z komitetem strajkowym (odc. 5)
- Komedia małżeńska (1993) – dyrektor sklepu
- Młode wilki (1995) – prokurator Bogdan Wielewski
- Młode wilki 1/2 (1997) – prokurator Bogdan Wielewski
- Maszyna zmian. Nowe przygody (1996) – dziadek (odc. 3)
- Miasteczko (2000–2001)
- Twarze i maski (2000) – profesor kardiolog
- Klan (2012–2017) – cukiernik Wiesław Orzeszko, przyjaciel Stasi i Jeremiasza

## Polski dubbing
- 1960: Flintstonowie
- 1961–1962: Kocia ferajna – posterunkowy Dybek
- 1962: 300 spartan
- 1964: Mary Poppins
- 1964: Winnetou w Dolinie Sępów – Winnetou
- 1968–1969: Odlotowe wyścigi
- 1969–1970: Scooby Doo, gdzie jesteś?
- 1969–1971: Dastardly i Muttley
- 1973: Dwunastu gniewnych ludzi – ławnik 12
- 1976: Dwanaście prac Asteriksa – narrator (stara wersja dubbingu)
- 1987: Kocia ferajna w Beverly Hills – posterunkowy Dybek
- 1987–1990: Kacze opowieści
- 1987: Dawid i Sandy – ojciec
- 1991–1997: Rupert
- 1992–1997: X-Men – Sinister
- 1993: Podróż do serca świata
- 1994: Maska
- 1994–1998: Spider-Man – profesor Miles Warren
- 1995–1997: Freakazoid! – dr Vernon Danger
- 1996: Hej Arnold! (stary dubbing) – dziadek Phil
- 1996: Miłość i wojna
- 1997–1998: Przygody Olivera Twista
- 1998: Scooby Doo na Wyspie Zombie – Jacques
- 1998: Świąteczny bunt – Ambroży Buda
- 1998: Kacper i Wendy – jeden z pomocników Desmonda Spellmana
- 1998: Zabić Sekala – starosta
- 1998–1999: Zły pies – dziadek
- 1999: Asterix i Obelix kontra Cezar – Trolejbus
- 2001: Power Rangers Time Force – Gluto
- 2001: Noddy – Wielkouchy
- 2001: Ach, ten Andy! – Dziadek Andy’ego (seria I)
- 2001–2003: Clifford
- 2001–2003: Gadżet i Gadżetinis
- 2004: Gwiezdne jaja: Część I – Zemsta świrów – senator
- 2004: Nascar 3D – Gary Nelson
- 2005: Ben 10
- 2005: Awatar: Legenda Aanga
- 2005: Przygoda Noddy’ego na wyspie
- 2006: Powiedz to z Noddym
- 2006: Monster Warriors – burmistrz Mel
- 2007: Zawiadowca Ernie – burmistrz
- 2007: Koń wodny: Legenda głębin – rybak
- 2008: Król Maciuś Pierwszy – ojciec Maciusia
- 2009: Tajemnica Rajskiego Wzgórza
- 2010: Noddy w Krainie Zabawek – Wielkouchy
- 2010: Mikołaj – chłopiec, który został świętym – drwal
- 2011: Pan Popper i jego pingwiny – Franklin
- 2011: The Elder Scrolls V: Skyrim
- 2012: Victoria znaczy zwycięstwo – właściciel restauracji
- 2012: Mega przygody Bucketa i Skinnera – kamerdyner
- 2012: Sadie J – pan Snotgrass
- 2013: Szpiedzy w Warszawie
- 2013: The Elder Scrolls V: Skyrim – Dragonborn